# Гороватка (Жарковский район)
Гороватка — деревня в Жарковском районе Тверской области. Относится к Щучейскому сельскому поселению, до 2006 года — центр Гороватского сельского округа.

## География
Находится в 15 километрах к югу от районного центра посёлок Жарковский.
Расположена на холмах между озером Щучье (около 1 км на северо-запад) и болотами вокруг озера Демьян (на юго-востоке).
| 2010 |
| ---- |
| 139  |

По данным переписи 2002 года население — 174 жителя.

## История

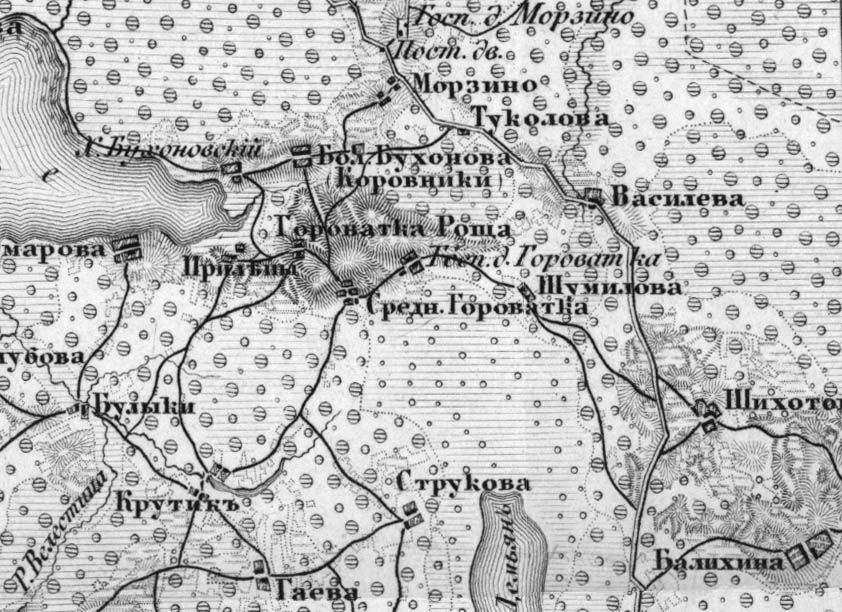
Гороватка на карте XIX века

В XIX веке на этом месте были три владельческие деревни Поречского уезда Смоленской губернии: собственно Гороватка с господским домом, Средняя Гороватка и Гороватка-Роща, которые позднее соединились в один населённый пункт. В 1927 году создан Гороватский сельсовет, в 1933 — колхоз. В это время деревня относилась к Бельском району Западной области. С 1937 года Гороватский сельсовет относился к Смоленской области, с 1944 года к Великолукской области, с 1957 — к Калининской области.
В 1942—1943 годах в районе Гороватки шли ожесточенные бои с германскими войсками.
В 1996 году — 85 хозяйств, 219 жителей. Центральная усадьба совхоза «Новый путь», лесничество, неполная средняя школа, детсад, медпункт, магазины.